# Паничери
Паниче́ри (болг. Паничери) — село в Пловдивській області Болгарії. Входить до складу общини Хисаря.

## Населення
За даними перепису населення 2011 року у селі проживали 1002 особи.
Національний склад населення села:
| Національність   | Кількість осіб | Відсоток |
| ---------------- | -------------- | -------- |
| болгари          | 917            | 94,7%    |
| цигани           | 46             | 4,8%     |
| турки            | 4              | 0,4%     |
| Всього відповіли | 968            |          |

Розподіл населення за віком у 2011 році:
Динаміка населення: